# عبدالله دشتی
 عبدالله دشتی از سیاستمداران ایرانی بود، که در دوره‌های  نوزدهم و بیستم بعنوان نماینده بوشهر در مجلس شورای ملی حضور داشت.